# Zimmermannovy děti
Zimmermannovy děti je označení pro hrob na Olšanských hřbitovech v Praze, kam byly pochovány ostatky čtyř dětí manželů Zimmermannových (Augustina Zimmermanna a jeho manželky Františky Zimmermannové) poté, co je jejich otec Augustin Zimmermann v neděli dne 27. října 1861 na vrchu Žižkově (nyní vrch Vítkov) v zoufalství a pod vlivem tíživé životní situace vlastní rukou zavraždil a poté sám sebe ze světa taktéž sprovodil.

## Umístění a popis hrobu
Hrob se nachází ve III. úseku hřbitova, v 9. oddělení (číslo hrobu 36) hned u cesty, která je rovnoběžná s Jičínskou ulicí. Na pomníku v jeho nejvyšším místě je nápadná soška klečícího a modlícího se andělíčka (má sepjaté ruce) a na epitafu na hrobě je nápis: „Zde odpočívají v Pánu Augustin a Vácslav, Maria a Antonín, dítky, které dne 27. října 1861 s otcem Augustinem Zimmermannem na Žižkově násilnou smrtí život svůj dokonaly.“ Při čelním pohledu na hrob je na levé straně na zdi vedle náhrobku černá tabulka s bílým nápisem: Děti Augustina Zimmermanna; Augustin * 30. 6. 1854; Vácslav *10. 3. 1856; Mária *6. 12. 1857; Antonín *9. 11. 1860.

## Podrobněji

### Rodinné poměry
K pochopení rodinné historie manželů Zimmermannových je třeba se vrátit o několik desítek let zpět a začít od prvního manželství matky tragicky zavražděných Zimmermannových dětí.

#### Františka Riedlová
Františka (Franciska) Riedlová se narodila 2. února 1820 v Praze v domě číslo 136/I. Byla nemanželskou dcerou svobodné Theresie Riedlové, dcery Františka Riedla, horníka narozeného v Schönfeldu. Františka Riedlová byla katolického vyznání a jako třicetiletá se vdala za Martina Sýkoru.

#### Martin Sýkora
Martin Sýkora (někde uváděn jako Martin Sikora.) pocházel z Nedvězí, hejtmanství a správního soudu Benešovského (dnes část obce Rabyně v okrese Benešov). V době sňatku s Františkou Riedlovou mu bylo 58 let (byl katolického vyznání) a profesí pak byl mlynářským tovaryšem. Bydlel v domě číslo 180 v Karlíně (Karolinth), jeho otcem byl mlynář Johann a jeho matkou byla Ludmila (rozená Šrámková).

#### Manželství Františky a Martina
Svatba Františky a Martina Sýkorových se odehrála v nejstarším žižkovském kostele svatého Rocha v dnes již zaniklé vsi Olšany a to dne 18. srpna 1850. Z manželského svazku se dne 2. února 1851 narodil chlapec jménem František (Franz) Sýkora (narození i křest 5. února 1851 jsou zapsány matrice f. k. sv. Ducha N7, snímek 182, f. 177, bydliště rodičů v té době č.p. 903/I). Jejich manželství trvalo bez šesti dní jen dva roky. Martin Sýkora zemřel 12. srpna 1852 v nemocnici u Milosrdných bratří na Františku a to na následky fraktury hrudní kosti (Brustbeinschaft).

#### Augustin Zimmermann
Mlynářský pomocník Augustin Zimmermann se narodil dne 25. června 1818 v Bílé Vodě ve Vodochodské oblasti. Jeho otcem byl občan Bílé Vody Václav Zimmermann a jeho matkou byla Theresie Zimmermann. Otec i matka Augustina Zimmermanna pocházeli oba z Dobré Vody.

#### Manželství Františky a Augustina
Ovdovělá Františka Sýkorová s tříletým synem Františkem se (rok po smrti Martina Sýkory) znovu ve svých 33 letech provdala za Augustina Zimmermanna. Tomu bylo v době sňatku 35 let, byl katolického vyznání a jako bydliště v době svatby uvedl dům číslo 794/I. Sňatek manželů Zimmermannových se uskutečnil dne 28. srpna 1853 v kostele svatého Haštala v Praze na Starém Městě. O něco později (22. prosince 1854) se Augustin Zimmermann stal (podle zápisu u c.k. soudu Starého Města pražského) poručníkem tehdy 3letému nevlastnímu synovi Františku Sýkorovi.

#### Zimmermannovy děti
- Necelý rok po svatbě se manželům Zimmermannovým narodil 30. června 1854 na Starém Městě v Praze v domě číslo 808/I[p 3] první potomek – syn Augustin.[4] Jako prvorozené dítě mužského pohlaví dostal jméno po otci a byl o pár dní později dne 2. července 1854 pokřtěn v kostele svatého Haštala v Haštalské ulici.[5]

- Zhruba o dva roky později se manželům Zimmermannovým narodil dne 10. března 1856[4] v domě číslo 885/I[p 4] na Starém Městě v Praze druhorozený syn Václav (Vácslav), který byl tři dny poté (13. března 1856) pokřtěn; tentokráte ale v kostele svatého Ducha v Dušní ulici v Praze na Starém Městě.[5]

- Dcera Maria spatřila světlo světa asi rok a půl po Václavovi a to na Mikuláše dne 6. prosince 1857.[4][5] Stejně jako Václav se narodila také v domě číslo 885/I[p 4] na Starém Městě a o dva dny později (8. prosince 1857) pak byla pokřtěna ve stejném svatostánku jako Václav – tedy v kostele svatého Ducha.[5]

- Nejmladším ze sourozenců byl synek Antonín narozený dne 9. listopadu 1860[4][3] v domě číslo 182/V v Josefově.[5][p 5] Dva dny poté (11. listopadu 1860) byl Antonín pokřtěn v kostele svatého Ducha.[5]

V době tragické události (rok 1861) byli hoši staří sedm (Augustin), pět (Václav) a jeden rok (Antonín) a dcera Maria měla 4 roky.

#### Zimmermannovi v roce 1861
Podle některých dobových periodik byl Augustin Zimmermann obchodník s moukou (Mehlhändler), ale nejspíše (dle jiných písemných zdrojů) vykonával dělnickou profesi mlynářského pomocníka. V průběhu let se rodina Zimmermannových několikrát stěhovala, ale vždy se adresa jejich pobytu nacházela v blízkosti vltavského břehu.  Nejspíše tomu tak bylo z profesních důvodů, neboť se zde v té době nacházelo mnoho mlýnů, které zpracovávaly obilí. Dalším důvodem byl i fakt, že mezi Josefovem a Starým Městem byly náklady na bydlení v Praze poměrně levnější než kdekoliv jinde.
Do domu číslo 182/V v Josefově se Augustin Zimmermann s rodinou přihlásil úředně k trvalému pobytu v roce 1860. V roce 1861 žili Zimmermannovi v bytě ve velkém rohovém dvojdomě číslo 182/V v Josefově (v bývalém Židovském městě), který se nacházel v severní části Cikánské ulice.
Sedmiletý Augustin (*1854) navštěvoval (v letech 1860/1861 resp. 1861/1862) II. třídu Německé hlavní školy při kostele svatého Jakuba na Starém Městě.
Nevlastní syn Augustina Zimmermanna – desetiletý František Sýkora (*1851) – nebydlel na stejné adrese jako Zimmermannovi, ale (dle informací z pozůstalostního řízení) měl v roce 1861 bydlet v domě číslo 903/I, nedaleko kostela svatého Ducha.

### Příčiny a čin samotný
Špatné životní podmínky, finanční nesnáze, neharmonické manželské soužití, výpověď z bytu a neúspěšné hledání nového místa pro rodinné bydlení (to vše nejspíše zároveň) bylo pravděpodobně příčinou jeho zoufalého činu. V neděli 27. října 1861 ráno (nebo odpoledne) odešel dělník Augustin Zimmermann se svými čtyřmi dětmi z domova a zamířil na vrch Žižkov do oblasti bývalé Hrabovy zahrady (a altánu stojícího na vrchu Žižkově). Podle zmínek v dobovém tisku byl vybaven dvěma lahvemi vína (našly se mimo jiné prázdné na místě činu), jimiž údajně děti opil a snad i uspal, aby je mohl v zoufalství zavraždit a pak spáchat sebevraždu. V pondělí dne 28. října 1861 našla žena hlídače železnice těla všech pěti zemřelých v prohlubině zdi (u bývalé Hrabovy zahrady) táhnoucí se za letohrádkem (altánem) na vrchu Žižkově.

### Výsledky ohledání
Pitevní zpráva konstatovala, že smrt všech dětí jakož i jejich otce nastala v důsledku vykrvácení z tepen na rukou, které vlastním dětem jejich otec sám způsobil. Lékařská inspekce těla ale hlavně mozku vraha Augustina Zimmermanna prokázala, že „ubohý otec na mysli pomaten byl, jelikož se cizích částek v mozku nalezlo“. O tom, kde bylo pochováno tělo sebevraha Augustina Zimmermanna, se dobový tisk nezmiňoval.

### Pohřeb obětí
Původně stanovený den pohřbu (čtvrtek 31. říjen 1861) byl přeložen na pátek 1. listopadu 1861. V odpoledních hodinách toho dne se jej účastnilo mnoho tisíc osob, které doprovodily oběti tragédie na jejich cestě ke hřbitovu. Kolem smutečního vozu šli ve dvou řadách malí hoši nesoucí rozžaté svíce. Za vozem kráčely čtyři bíle oblečené družičky, které nesly na poduškách čtyři věnce. Na uspořádání tohoto pohřbu uvolnila jeho výsost císař Ferdinand Dobrotivý značnou finanční sumu. Na Olšanských hřbitovech byly ostatky všech čtyřech dětí uloženy do společného hrobu. Kameník a sochař Karel Möldner zakoupil a ze soucitu daroval náhrobní kámen i když nebyl s rodinou Zimmermannových nijak příbuzensky svázán. Obec Žižkov dodala a zaplatila sošku modlícího se klečícího andělíčka umístěného na náhrobku.

## Pozůstalost
Během pozůstalostního řízení dne 8. listopadu 1861 vyplynulo, že Augustin Zimmermann měl bratra Václava (Wenzel), který pocházel z Vodochodské oblasti. Dále měl Augustin Zímmermann ještě sestru Terezu (Theresia), provdanou Matuchovou z Turska u Smíchova (Smíchovské oblasti). Čerstvá vdova Františka Zimmermannová přiznala ohledně majetku svého muže, že se tento skládal z částečně výnosných a částečně nevýnosných pohledávek v přibližné výši 300 zlatých. Vdova obdržela rovněž předměty nalezené u zemřelého, jimiž byly: dýmka, peněženka (s hotovostí ve výši 1 zlatý a 33 krejcarů), břitva a prázdná lahvička. 

## Další osudy vdovy
V listopadu 1861 požádala vdova Františka Zimmermannová o vydání tzv. Domovského listu pro pobyt v Praze. Žádost byla kladně vyřízena, a to již v prosinci 1861. V té době jí bylo 41 let, byla katolička, střední postavy s černými vlasy a modrýma očima, hovořila česky a německy a byla schopna se čitelně podepsat. Jako bydliště vdova uvedla v žádosti dům číslo 876/I nacházející se v severní části Jánského náměstí. Do své smrti v roce 1871 pak změnila bydliště celkem ještě sedmkrát. O čtyři roky později (1865) se ze Starého Města přestěhovala na Nové Město. Střídavě pak bydlela v nynějších ulicích Ječná, Sokolská, Vyšehradská, na Karlově náměstí a opět v ulici Vyšehradské. O dalším životě (a způsobu obživy) Františky Zimmermannové se nepodařilo více zjistit. Svoje čtyři děti i svého manžela přežila o deset let. Dle zápisu v knize zemřelých vedené u farního kostela svatého Apolináře skonala Františka Zimmermannová ve věku 51 let a to dne 6. září (nebo 7. září) roku 1871 v domě číslo 499 /II (dům býval součástí Všeobecné nemocnice na Novém Městě). Zápis uvádí, že zemřelá byla vdovou po nádeníkovi, byla katolického vyznání a příčinou úmrtí byla plicní tuberkulóza. Měla být pohřbena 9. září 1871 na „hřbitově Volšany“, ale stejně jako v případě Augustina Zimmermanna se nepodařilo na Olšanských hřbitovech dohledat přesné místo uložení jejích ostatků.

## Dovětek
- Příběh Zimmermannových dětí popsal ve své publikaci „Olšanské hřbitovy“ Jeronym Lány.[1][p 13]
- V rámci projektu „adopce hrobů“ byl v roce 2015 hrob přidělen adopčnímu nájemci, kterým se stala paní Zdeňka Švejkovská.[1] Ta nechala v roce 2015 náhrobek zrestaurovat.[1]

## Galerie

Hrob „Zimmermannovy děti“
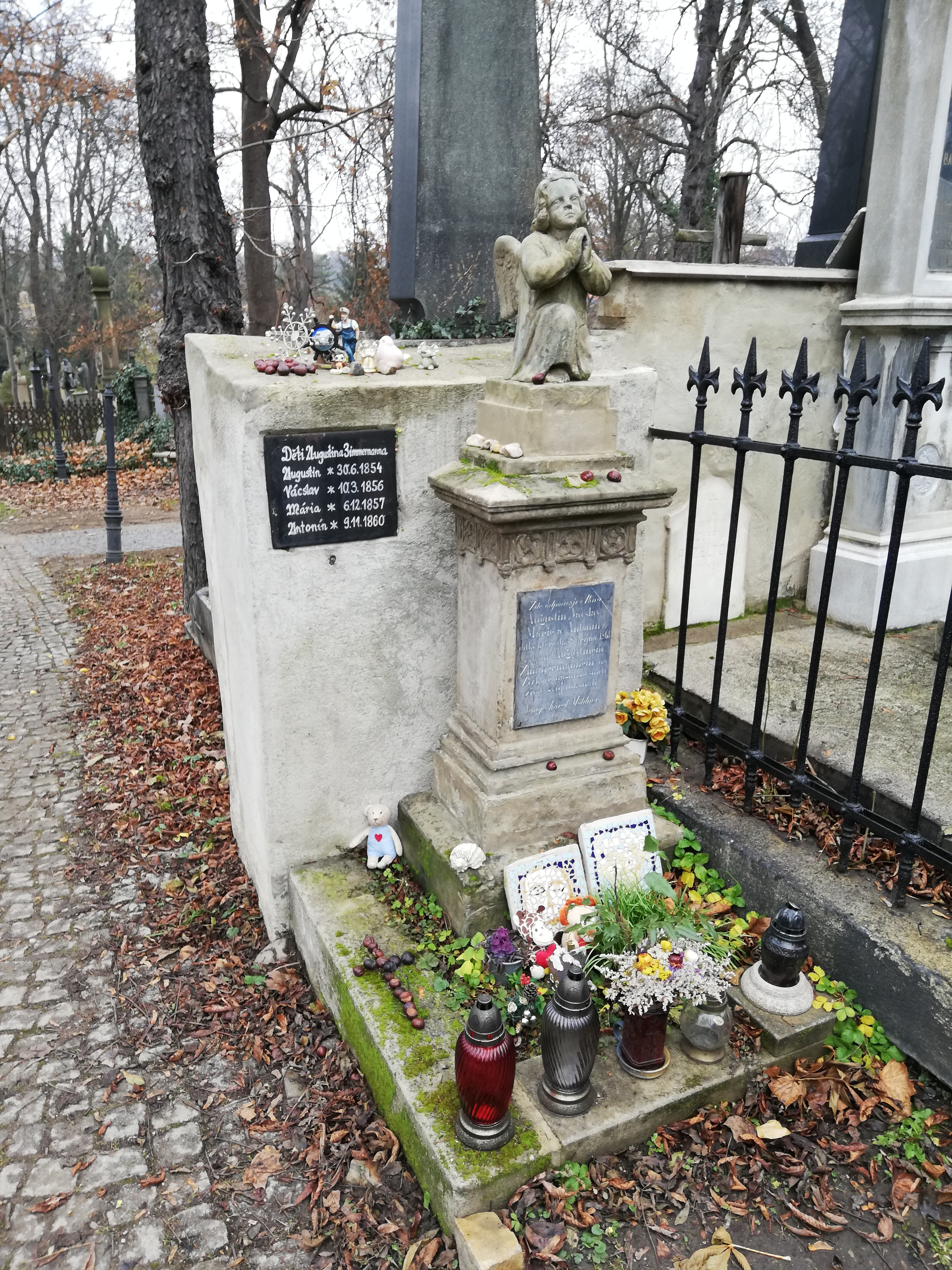
Celkový pohled na hrob
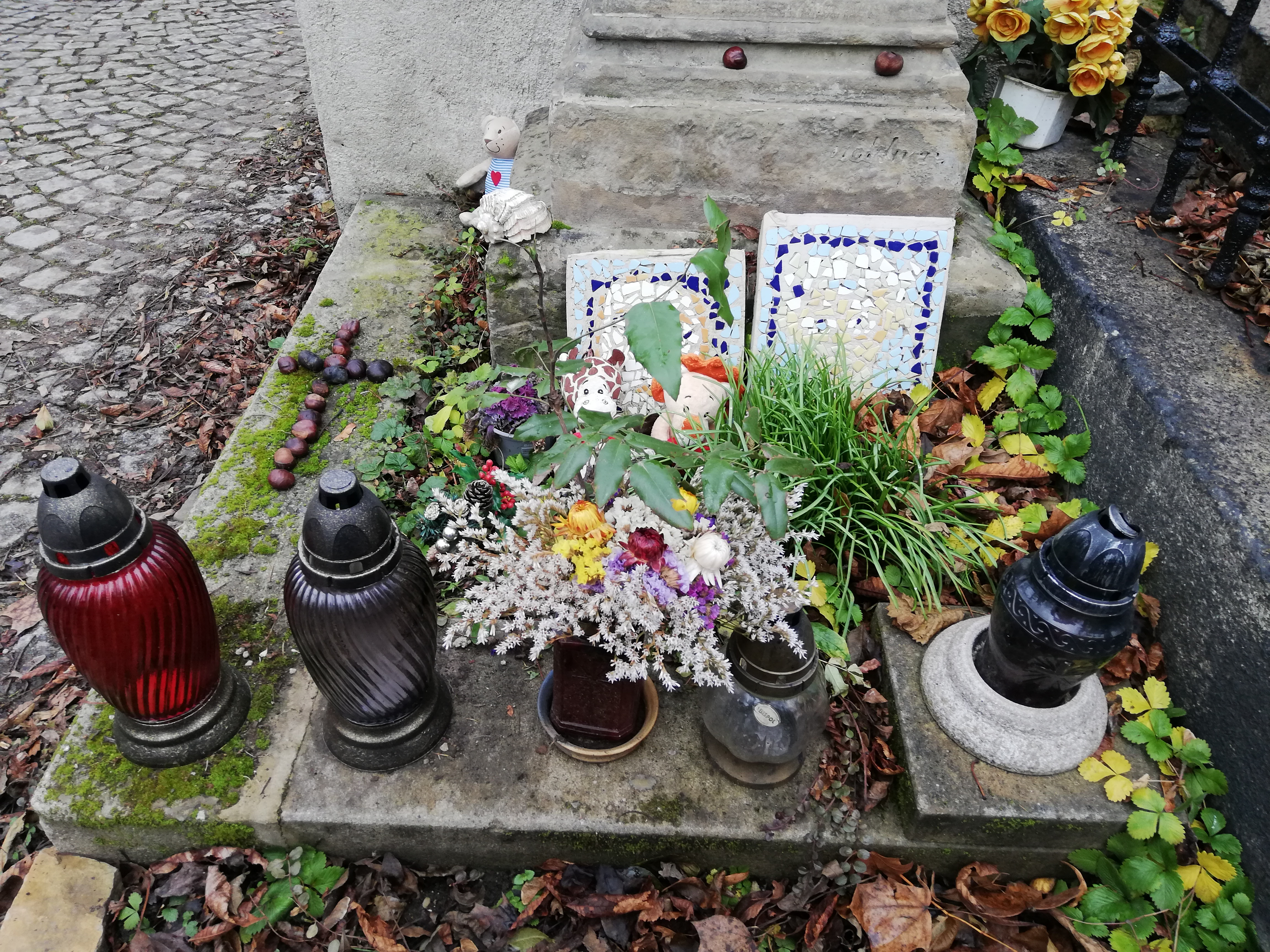
Vlastní relativně krátký hrob (detail)
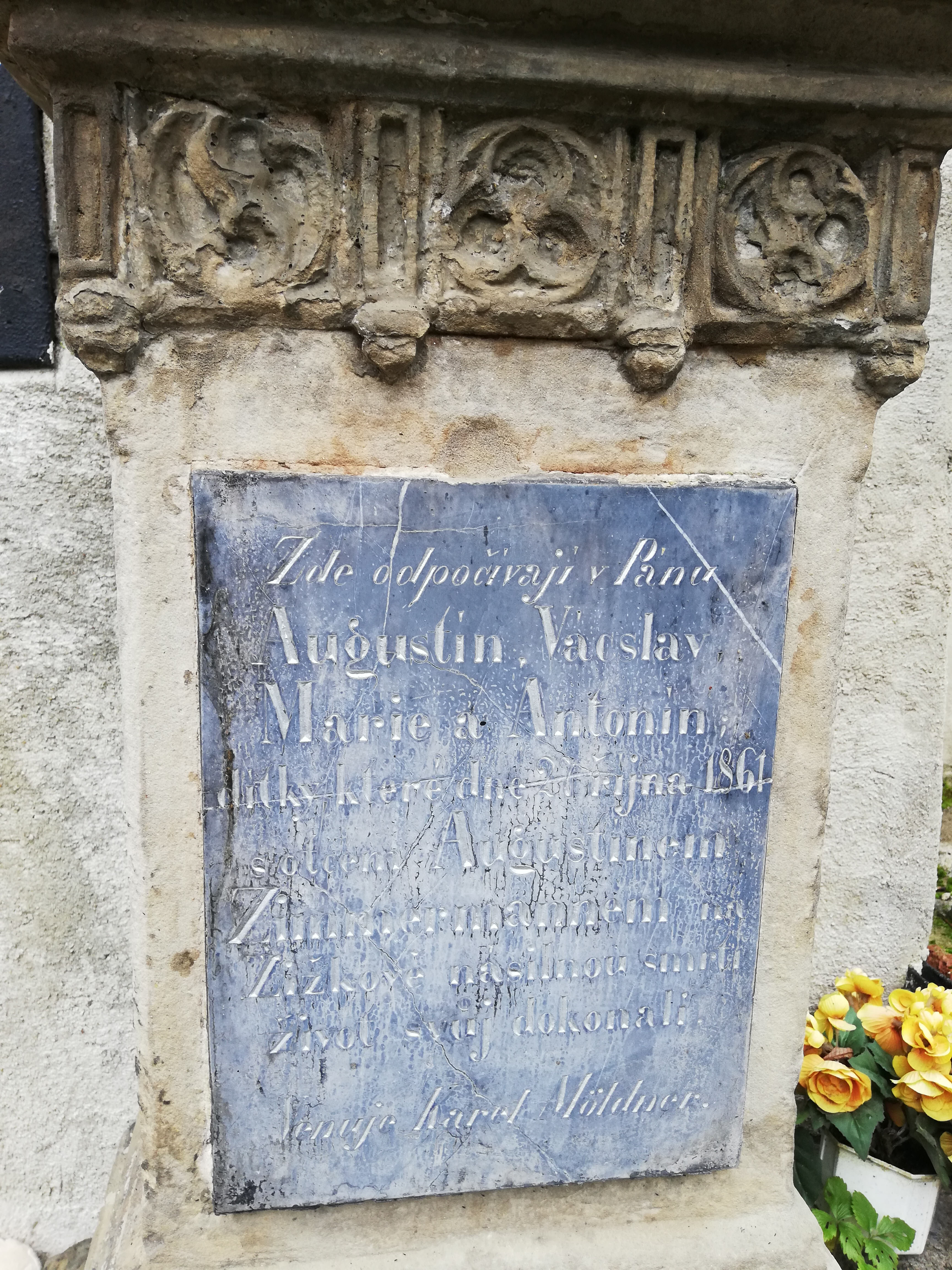
Deska s českým textem na náhrobku (detail)
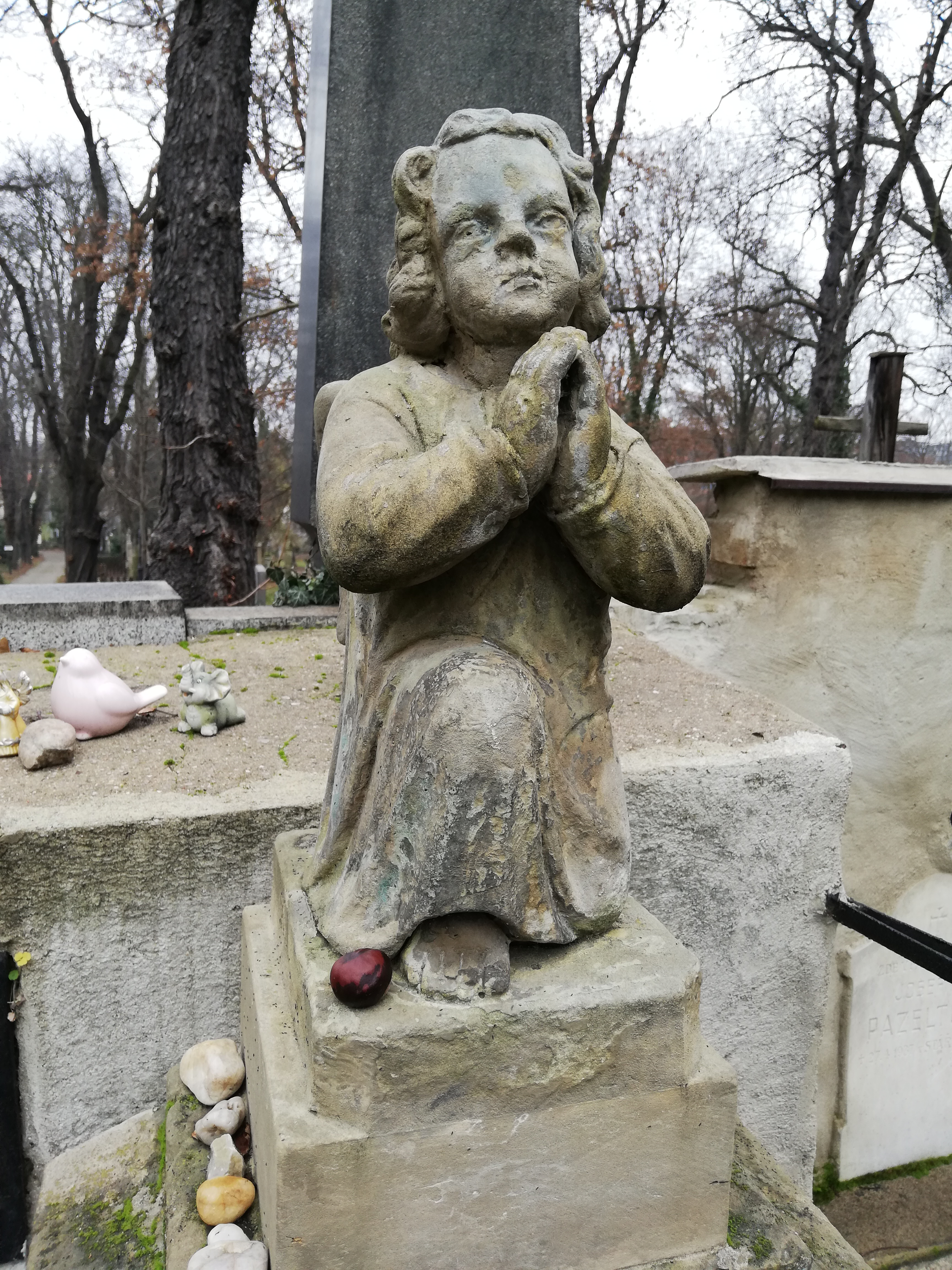
Soška andělíčka na vrcholu náhrobku (detail)